# Halve marathon van Egmond 1982
De halve marathon van Egmond 1982 vond plaats op zondag 10 januari 1982. Het was de tiende editie van deze halve marathon. De organisatie was in handen van wielervereniging Le Champion. Het aantal inschrijvingen was 4650 en daarmee iets minder dan het record van het jaar ervoor. Ten opzichte van vorig jaar werd het deelnemersveld verder uitgebreid. Zo waren de Schot John Graham, de Belg Alex Hagelsteens, de Duitser Michael Spöttel (winnaar marathon van Berlijn 1978) en de gehele Noorse A-selectie met de latere wereldrecordhoudster Ingrid Kristiansen aanwezig.
De wedstrijd werd bij de mannen gewonnen door de Hagelsteens in 1:06.59. Hij was hiermee iets trager dan het parcoursrecord van 1:06.25 uit 1978. Hij was op het laatst toegevoegd aan de deelnemerslijst, omdat zijn landgenoot Miel Puttemans vanwege een blessure verstek moest laten gaan. Bij de vrouwen verbeterde de Noorse Ingrid Kristiansen met 1:17.06 het parcoursrecord van 1:19.35, dat sinds 1980 in handen was van Marja Wokke.

## Uitslagen

### Mannen
| Positie | Atleet           | Land      | Tijd    |
| ------- | ---------------- | --------- | ------- |
| 1       | Alex Hagelsteens | België    | 1:06.58 |
| 2       | Inge Simonson    | Noorwegen | 1:07.22 |
| 3       | Rudi Verriet     | Nederland | 1:07.23 |
| 4       | Jan Fjaerestad   | Noorwegen | 1:07.46 |
| 5       | Michael Spöttel  | Duitsland | 1:07.54 |

### Vrouwen
| Positie | Atlete             | Land      | Tijd    |
| ------- | ------------------ | --------- | ------- |
| 1       | Ingrid Kristiansen | Noorwegen | 1:17.06 |
| 2       | Birgit de Nijs     | Nederland | 1:24.08 |
| 3       | Karen Neelen       | Nederland | 1:30.28 |

1973 ·
1974 ·
1975 ·
1976 ·
1977 ·
1978 ·
1979 ·
1980 ·
1981 ·
1982 ·
1983 ·
1984 ·
1985 ·
1986 ·
1987 ·
1988 ·
1989 ·
1990 ·
1991 ·
1992 ·
1993 ·
1994 ·
1995 ·
1996 ·
1997 ·
1998 ·
1999 ·
2000 ·
2001 ·
2002 ·
2003 ·
2004 ·
2005 ·
2006 ·
2007 ·
2008 ·
2009 ·
2010 ·
2011 ·
2012 ·
2013 ·
2014 ·
2015 ·
2016 ·
2017 ·
2018 ·
2019 ·
2020 ·
2021 ·
2022 ·
2023 ·
2024 ·
2025